# Amomum monophyllum
Amomum monophyllum là một loài thực vật có hoa trong họ Gừng. Loài này được François Gagnepain mô tả khoa học đầu tiên năm 1907. Năm 1930, Ludwig Eduard Loesener chuyển nó sang chi Elettariopsis với danh pháp tương ứng là Elettariopsis monophylla. Phân tích phát sinh chủng loại phân tử chi Amomum nghĩa rộng năm 2018 của de Boer et al. cho thấy nó thuộc về chi Amomum nghĩa hẹp, vì thế nó được các tác giả chuyển lại về chi Amomum.

## Phân bố
Loài này có ở Lào, Thái Lan và đảo Hải Nam, Trung Quốc. Tại Hải Nam, môi trường sống là nền rừng; gần mực nước biển đến 100 m.
Tên gọi trong tiếng Trung là 单叶拟豆蔻 (dan ye ni dou kou, đơn diệp nghĩ đậu khấu, nghĩa đen là tựa/phỏng đậu khấu lá đơn).

## Mô tả
Lá không phiến 2. Lá thường 1 hoặc 2; lưỡi bẹ khoảng 2 mm; cuống lá khoảng 14 cm, có kênh; phiến lá hình trứng hoặc thuôn dài, 12-16 × 3–7 cm, như da, nhẵn nhụi, đáy nhọn xiên, đỉnh nhọn. Cụm hoa với các hoa ở đầu; cuống 1–3 cm; lá bắc hình mác, khoảng 2 cm; lá bắc con hình trứng, khoảng 4 mm. Hoa không cuống. Đài hoa khoảng 2,5 cm, đỉnh 3 răng. Ống tràng hoa khoảng 3 cm; các thùy hình trứng-thuôn dài, 1,2-1,5 cm, thùy giữa rộng hơn các thùy bên, đỉnh dạng nắp đậy. Không có nhị lép ở bên. Cánh giữa môi dưới màu trắng với đáy ánh đỏ và đoạn giữa màu vàng, hình tròn, đường kính khoảng 1,7 cm, lõm, đáy có vuốt ngắn, đỉnh nguyên. Chỉ nhị rậm lông ở mặt đáy và mặt xa trục; phần phụ kết nối gần giống hình vuông, nguyên, khoảng 4 mm, lõm. Bầu nhụy hơi rậm lông, 6 góc không rõ nét. Ra hoa tháng 5.